# Crnajka
Crnajka (kyrillisch: Црнајка) ist ein Dorf in der Gemeinde Majdanpek und im Bezirk Bor im Osten Serbiens.

## Einwohner
Die Volkszählung 2002 (Eigennennung) ergab, dass 1099 Personen im Dorf leben.
Weitere Volkszählungen:
- 1948: 1.413
- 1953: 1.460
- 1961: 1.554
- 1971: 1.343
- 1981: 1.330
- 1991: 1.256